# Заго, Антонио Карлос
Анто́нио Ка́рлос За́го (порт.-браз. Antônio Carlos Zago; род. 18 мая 1969 или 14 марта 1969, Президенти-Пруденти, Сан-Паулу) — бразильский футболист, защитник; тренер. Выступал за сборную Бразилии.

## Биография

### Игровая карьера
Антонио Карлос начал играть в «Сан-Паулу». В 1992 подписал контракт с испанским клубом «Альбасете». Через год вернулся в Бразилию, в «Палмейрас». Позже играл за «Касиву Рейсол», «Коринтианс», «Рому», «Бешикташ», «Сантос» и «Жувентуде».
Шесть раз становился чемпионом штата Сан-Паулу и 4 раза чемпионом Бразилии.
За национальную сборную Бразилии Заго дебютировал 30 октября 1991 года в товарищеском матче против Югославии. На Кубке Америки 1993 сыграл все четыре матча, бразильцы проиграли по пенальти в 1/4 финала Аргентине. После долгого перерыва Антонио был вновь вызван в команду для участия в Кубке Америки 1999. Он провёл 5 матчей на турнире и стал чемпионом Южной Америки. После этого принимал участие в отборочных матчах на чемпионат мира 2002 года.

### Тренерская карьера
С 2009 по 2012 год возглавлял бразильские клубы из низших дивизионов, в 2013 стал помощником Зденека Земана, а затем Аурелио Андреаццоли в «Роме».
16 октября 2013 года подписал контракт с клубом «Шахтер» (Донецк). Антонио Карлос стал вторым ассистентом главного тренера Мирчи Луческу. Контракт был рассчитан на год с возможностью пролонгации.
Мне нужно быть готовым, чтобы вернуться к работе (главным тренером). Полагаю, этот цикл займет два года, и в 2015-м я буду готов к тому, чтобы вернуться в Бразилию и тренировать.Антонио Карлос
В 2016 году тренировал «Жувентуде», привёл команду к четвёртому месту в Серии C чемпионата Бразилии, выведя тем самым команду из Кашиас-ду-Сул в Серию B.
12 декабря 2016 года назначен главным тренером «Интернасьонала», впервые в своей истории вылетевшего в Серию B. Контракт подписан до декабря 2017 года. 28 мая 2017 года покинул свой пост. Преемником Заго стал Гуто Феррейра.

## Достижения
В качестве игрока
- Чемпион штата Сан-Паулу (6): 1991, 1992, 1993, 1994, 1997, 2007
- / Победитель турнира Рио — Сан-Паулу (1): 1993
- Чемпион Бразилии (4): 1991, 1993, 1994, 2004
- Чемпион Италии (1): 2000/01
- Обладатель Суперкубка Италии (1): 2001
- Чемпион Турции (1): 2002/03
- Обладатель Кубка Либертадорес: 1992

В качестве тренера
- Победитель Серии B Бразилии (1): 2019
- Обладатель Рекопы Гаушу: 2017